# Ken Thompson

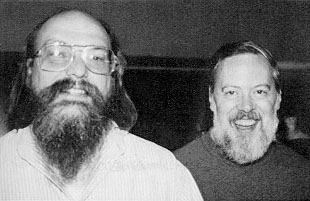
Ken Thompson (links) met Dennis Ritchie (rechts)

Kenneth "Ken" Thompson (New Orleans (Louisiana), 4 februari 1943) is een elektrotechnisch ingenieur, bekend vanwege zijn bijdrage aan het UNIX-besturingssysteem en de programmeertalen B en Go. Zijn verdiensten worden vaak vermeld als duo met collega-informaticus Dennis Ritchie.

## Werk
Ken Thompson behaalde zijn bachelor- en masterdiploma in elektrotechniek aan de Universiteit van Californië - Berkeley. Als ingenieur bij Bell Labs werd hij in 1969 samen met Dennis Ritchie een van de grondleggers van UNIX. Beiden ontwikkelden de programmeertaal B rond datzelfde jaar, die Ritchie later uitbouwde tot de programmeertaal C in 1972.
Thompson en Ritchie ontvingen in 1983 gezamenlijk de Turing Award. In 2011 mochten beiden ook de Japanprijs ontvangen. Thompson ging op 1 december 2000 met pensioen bij Bell Labs, maar is nog steeds raadgever bij Entrisphere, Inc. Sinds 2006 werkt hij bij Google, waar hij in 2007 met enkele anderen de programmeertaal Go opstelde die sinds 2012 in publiek gebruik is.
1966: Alan J. Perlis ·
1967: Maurice V. Wilkes ·
1968: Richard Hamming ·
1969: Marvin Minsky ·
1970: J.H. Wilkinson ·
1971: John McCarthy ·
1972: Edsger Dijkstra ·
1973: Charles W. Bachman ·
1974: Donald E. Knuth ·
1975: Allen Newell, Herbert Simon ·
1976: Michael Rabin, Dana S. Scott ·
1977: John Backus ·
1978: Robert W. Floyd ·
1979: Kenneth E. Iverson ·
1980: Tony Hoare ·
1981: Edgar F. (Ted) Codd ·
1982: Stephen A. Cook ·
1983: Ken Thompson, Dennis M. Ritchie ·
1984: Niklaus Wirth ·
1985: Richard M. Karp ·
1986: John Hopcroft, Robert Tarjan ·
1987: John Cocke ·
1988: Ivan Sutherland ·
1989: William Kahan ·
1990: Fernando J. Corbató ·
1991: Robin Milner ·
1992: Butler Lampson ·
1993: Juris Hartmanis, Richard E. Stearns ·
1994: Edward Feigenbaum, Raj Reddy ·
1995: Manuel Blum ·
1996: Amir Pnueli ·
1997: Douglas Engelbart ·
1998: Jim Gray ·
1999: Frederick P. Brooks, Jr. ·
2000: Andrew Chi-Chih Yao ·
2001: Ole-Johan Dahl, Kristen Nygaard ·
2002: Ron Rivest, Adi Shamir, Leonard M. Adleman ·
2003: Alan Kay ·
2004: Vinton G. Cerf, Robert E. Kahn ·
2005: Peter Naur ·
2006: Frances E. Allen ·
2007: Edmund M. Clarke, E. Allen Emerson, Joseph Sifakis ·
2008: Barbara Liskov ·
2009: Charles Thacker ·
2010: Leslie Valiant ·
2011: Judea Pearl ·
2012: Shafi Goldwasser, Silvio Micali ·
2013: Leslie Lamport ·
2014: Michael Stonebraker ·
2015: Martin Hellman, Whitfield Diffie ·
2016: Tim Berners-Lee ·
2017: John L. Hennessy, David Patterson ·
2018: Yoshua Bengio, Geoffrey Hinton, Yann LeCun ·
2019: Patrick M. Hanrahan, Edwin E. Catmull ·
2020: Alfred Aho, Jeffrey Ullman ·
2021: Jack Dongarra ·
2022: Robert Metcalfe ·
2023: Avi Wigderson